# Colline Britton
La colline Britton (Britton Hill) est le point culminant de l'État américain de Floride et avec une altitude de seulement 105 mètres, c'est également le plus bas point culminant de tous les États américains devant Ebright Azimuth, dans le Delaware avec 31 mètres de plus.
La colline Britton se situe dans le nord du comté de Walton à proximité de la petite ville de Lakewood à la frontière septentrionale de la Floride, à moins de 4 km de la localité de Florala en Alabama.
Un petit parc, Lakewood Park, marque le sommet avec un monument, quelques sentiers pédestres et un tableau explicatif.